# 第二二胡協奏曲—追夢京華
第二二胡協奏曲－追夢京華，關迺忠於2006年應中国国家交响乐团之约为二胡和交响乐队而写的，有4個樂章，主要以四季配合作曲家小時候於北京生活的點滴，取名為《追夢京華》。
- 第1樂章《鬧春》 8:30
- 第2樂章《夏夜》 9:50
- 第3樂章《金秋》 4:55
- 第4樂章《除夕》 7:57